# 阿部友里香
阿部 友里香（あべ ゆりか、1995年10月7日 - ）は、日立ソリューションズ「チームAURORA（アウローラ）」スキー部下部組織ジュニアスキークラブ所属の障がい者スキー選手。種目はクロスカントリーとバイアスロン。
山田町立山田中学校、岩手県立盛岡南高等学校、大東文化大学国際関係学部を経て、2018年に日立ソリューションズに入社。

## 来歴
岩手県山田町生まれ。出生時、左腕に障害を負う。小学生時代にバレーボールを始め、ボーイスカウトにも所属した。
中学2年だった2010年、バンクーバーパラリンピックのスキー競技をテレビで見て、自分と同じ腕に障害のある選手がストック1本で滑ってい姿に惹かれ、本格的にスキーを始める。
中学卒業後は地元の高校へ進学してバレーボールとスキーの両立を考えていたが、2011年3月の東日本大震災で被災したことをきっかけに、同年4月にスキーの強豪校として知られる岩手県立盛岡南高等学校へ進学。同時に日立ソリューションズ「チームAURORA（アウローラ）」スキー部下部組織ジュニアスキークラブに入部した。
高校在学中の2014年、ソチパラリンピックに出場し、クロスカントリースキークラシカルで8位入賞。高校卒業後は大東文化大学へ進学した。
2018年1月22日、平昌パラリンピック（同年3月開催）のノルディックスキー日本代表選手に選出された。

## 主な競技成績

### 冬季パラリンピック
- 2014年ソチ（ ロシア）
  - クロスカントリースキー クラシカル／15km：8位

### 世界選手権
- 2013年スウェーデン大会
  - クロスカントリースキー ロング フリー／15㎞：7位
  - クロスカントリースキー リレー：ミックスクラス：6位
- 2015年アメリカ大会
  - バイアスロン・スプリント：4位
- 2017年ドイツ大会
  - バイアスロン・スプリント：5位[9]

### ワールドカップ
- 2012年ワールドカップ第１戦 フィンランド大会
  - クロスカントリー ミドル クラシカル／5km：7位
  - クロスカントリー フリー／5km：8位
- 2013年ワールドカップ第３戦 ロシア大会（プレパラリンピック）
  - クロスカントリースキー リレー：ミックスクラス：5位
- 2014年ワールドカップ第２戦 フィンランド大会
  - クロスカントリースキー ミドル クラシカル／5km：8位
- 2014年ワールドカップ第３戦 ドイツ大会
  - クロスカントリースキー ロング フリー／15㎞：7位
- 2015年ワールドカップ第２戦 旭川大会[10]
  - スプリント・フリー：2位
  - スプリント・クラシカル：2位
  - クロスカントリースキー ミドル クラシカル／5km：3位[11]
- 2015年ワールドカップ ノルウェー大会 
  - バイアスロン・パシュート：3位